# Bis(triphenylphosphin)palladium(II)-chlorid
Bis(triphenylphosphin)palladium(II)-chlorid ist eine chemische Verbindung des Palladiums aus der Gruppe der Komplexverbindungen.

## Gewinnung und Darstellung
Bis(triphenylphosphin)palladium(II)-chlorid kann durch Behandlung von Palladium(II)-chlorid mit Triphenylphosphin hergestellt werden.

## Eigenschaften

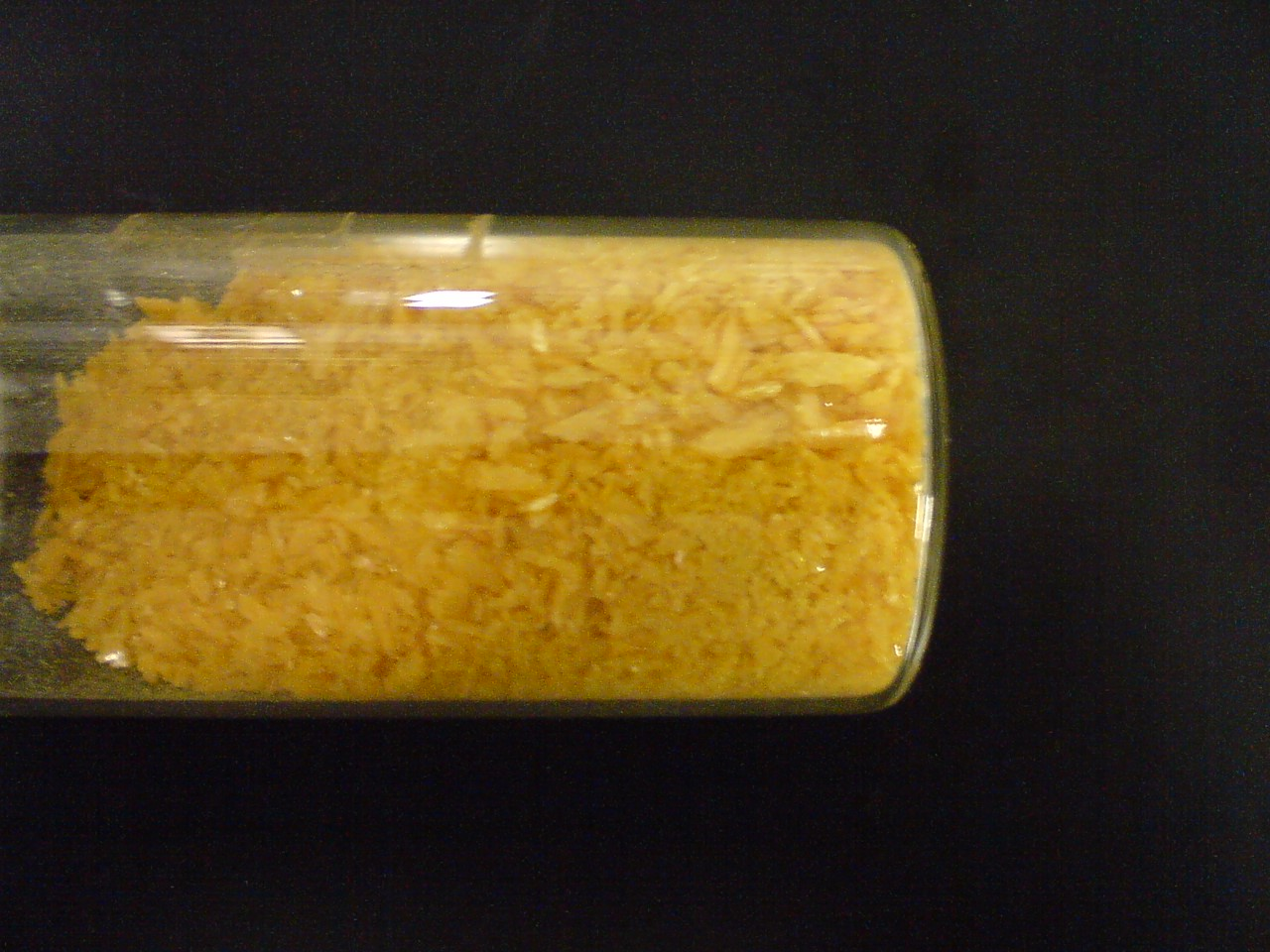
Bis(triphenylphosphin)palladium(II)-chlorid

Bis(triphenylphosphin)palladium(II)-chlorid ist ein gelblicher bis brauner Feststoff. Die Verbindung besitzt eine trikline Kristallstruktur mit der Raumgruppe P1 (Raumgruppen-Nr. 2). Es ist von der Verbindung jedoch auch eine Form mit einer monoklinen Kristallstruktur mit der Raumgruppe P21/c (Raumgruppen-Nr. 14) bekannt.

## Verwendung
Bis(triphenylphosphin)palladium(II)-chlorid wird allgemein als Katalysator für die Synthese konjugierter Polymere mittels Stille-Kupplung verwendet. Daneben ist es auch geeignet für andere Kupplungsreaktionen wie die Suzuki- und Sonogashira-Kupplungsreaktionen.